# Bill Smith (Rennfahrer)
Bill Smith (* 8. Februar 1935) ist ein ehemaliger britischer Motorradrennfahrer.

## Karriere
Im Jahr 1959 gründete Bill Smith sein Unternehmen Bill Smith Motors. 1963 nahm er erstmals an der Motorrad-Weltmeisterschaft in den Klassen bis 250 und bis 500 cm³ teil. 1968 gewann er das 350-cm³-Rennen beim North West 200. 1978 wurde er TT-F3-Weltmeister auf Honda und 1979 Formula TT-F3-Vize-Weltmeister ebenfalls auf Honda. 1981 wurde er Formula TT-F3-Fünfter. Sein letztes Rennen fuhr er 1976.
Bill Smith fuhr 14 Rennen in der Motorrad-Weltmeisterschaft und bestritt fünf Rennen in der Formula TT mit einem Sieg, einem zweiten sowie einem dritten Platz. Bei der Isle of Man TT gelangen ihm insgesamt vier Siege.

## Erfolge
- 1968 – 350-cm³-Sieg bei der North West 200 auf Honda
- 1978 – Formula TT-F3-Weltmeister auf Honda
- 1979 – Formula TT-F3-Vize-Weltmeister auf Honda
- 1 North West 200-Sieg
- 4 Isle of Man TT-Siege